# Pataudi
Pour l’article homonyme, voir principauté de Pataudi.
Pataudi (hindi : पटौदी) est une ville de l'État de l'Haryana en Inde, dans le district de Gurgaon .

## Géographie
Son altitude moyenne est de 240 mètres.

## Histoire
De 1806 à 1948 la ville était la capitale de la principauté de Pataudi.
La ville a connu un massacre anti-Sikh les 1 et 2 novembre 1984, à la suite de l'assassinat d'Indira Gandhi.

## Démographie
Lors du recensement de 2001, la principauté de Pataudi avait une population de 16 064 habitants. Les hommes constituaient 53 % de la population et les femmes 47 %. Le taux d'alphabétisation y était de 57 %, en dessous de la moyenne nationale qui était de 59,5 %. 65 % des hommes étaient alphabétisés, contre 48 % seulement de femmes. 17 % de la population avait moins de 6 ans.

## Personnalités liées à la ville
De nombreuses célébrités, joueurs de cricket célèbres, vedettes de cinéma et politiciens vivent ou ont vécu à Pataudi.
En effet, deux nawabs de Pataudi successifs furent capitaine de l'équipe d'Inde de cricket. Le jeune frère du nawab Iftikhar Ali Khan, Nawabzada Sher Ali Khan Pataudi, officier de l'Armée des Indes britanniques, a immigré au Pakistan où il a servi comme ambassadeur, puis comme membre du conseil des ministres après sa retraite de l'armée Pakistanaise comme Major Général.
Les membres importants de cette famille sont entre autres :
- Iftikhar Ali Khan Pataudi : joueur de cricket international anglais et indien
- Sajida Sultan, Begum de Bhopal
- Mansoor Ali Khan Pataudi : joueur de cricket international indien
- Sharmila Tagore : actrice
- Saif Ali Khan : acteur
- Soha Ali Khan : actrice
- Nawabzada Sher Ali Khan Pataudi : officier dans l'armée